# Соспіро
Соспіро (італ. Sospiro) — муніципалітет в Італії, у регіоні Ломбардія,  провінція Кремона.
Соспіро розташоване на відстані близько 410 км на північний захід від Рима, 90 км на південний схід від Мілана, 10 км на схід від Кремони.
Населення — 3186 осіб (2014).
Покровитель — San Siro.

## Демографія
Населення за роками:

Станом на 1 січня 2023 року в муніципалітеті офіційно проживав 261 іноземець з 26 країн, серед них 78 громадян країн Євросоюзу та 3 громадяни України.

## Сусідні муніципалітети
- Челла-Даті
- Маланьно
- П'єве-д'Ольмі
- П'єве-Сан-Джакомо
- Сан-Данієле-По
- Весковато